# Cerstin Gammelin

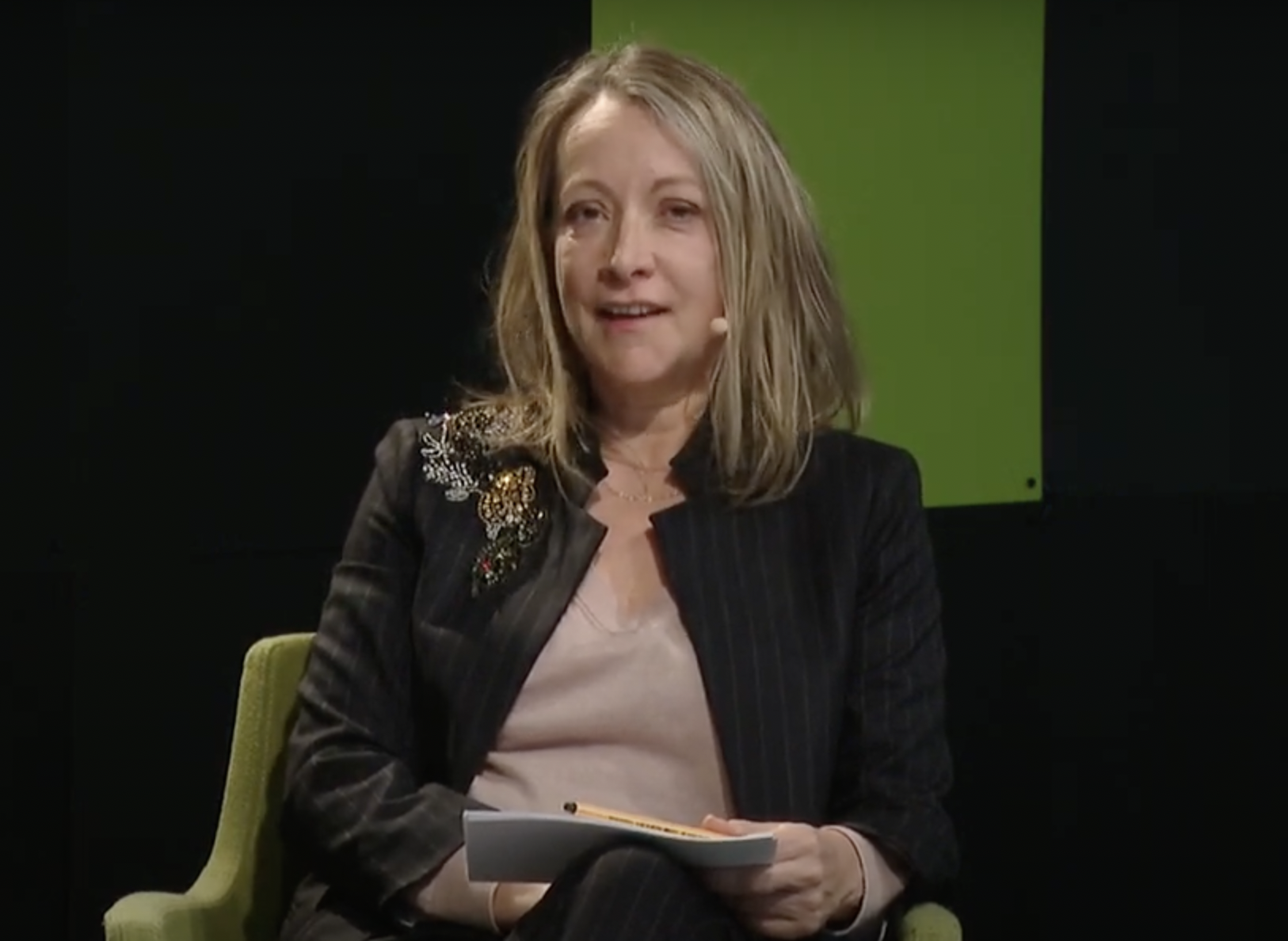
Cerstin Gammelin bei der Vorstellung eines Buchs von Robert Habeck in der Heinrich-Böll-Stiftung (2021)

Cerstin Gammelin (* 1965 in Freiberg) ist eine ehemalige deutsche Journalistin. Sie ist Sprecherin des deutschen Bundespräsidenten Frank-Walter Steinmeier.

## Leben
Gammelin wuchs in Sachsen auf und absolvierte ein Studium der Werkstofftechnik an der TU Chemnitz, das sie mit dem Diplom abschloss. Nach der Wende arbeitete sie als Autorin und Journalistin für den Deutschen Fachverlag, danach für die Fachzeitung Energie & Management, den Spiegel und die Financial Times Deutschland. Von 2001 bis 2007 schrieb Gammelin für Die Zeit vorwiegend über Wirtschaft, ab März 2008 war sie Europa-Korrespondentin der Süddeutschen Zeitung in Brüssel. Im Sommer 2015 wechselte sie als stellvertretende Redaktionsleiterin in das Parlamentsbüro der Süddeutschen Zeitung nach Berlin. 2022 erhielt sie den Preis für Wirtschaftspublizistik der Keynes-Gesellschaft.
Seit dem 18. März 2022 ist Gammelin Sprecherin des Bundespräsidenten Frank-Walter Steinmeier in dessen zweiter Amtszeit.

## Publikationen
- mit Götz Hamann: Die Strippenzieher. Manager, Minister, Medien – wie Deutschland regiert wird. Econ, Berlin 2005, ISBN 3-430-13011-5.
- mit Raimund Löw: Europas Strippenzieher. Wer in Brüssel wirklich regiert. Econ, Berlin 2014, ISBN 978-3-430-20163-6.
- Die Unterschätzten. Wie der Osten die deutsche Politik bestimmt. Econ, Berlin 2021, ISBN 978-3-430-21061-4.